# Comuna Bogați, Argeș
Bogați este o comună în județul Argeș, Muntenia, România, formată din satele Bârloi, Bogați (reședința), Bujoi, Chițești, Dumbrava, Glâmbocel, Glâmbocelu și Suseni.

## Așezare
Comuna se află la marginea estică a județului, la limita cu județul Dâmbovița, în Podișul Cândești (diviziune a Podișului Getic), în bazinul râului Budișteanca și al afluentului său, Glâmbocelul. Este deservită de șoseaua județeană DJ702C, care o leagă spre sud de Leordeni (unde se termină în DN7). Suprafața comunei Bogați este de 70 km², ceea ce reprezintă 1% din teritoriul județului Argeș.

### Evoluția istorico-geografică
Localitatea Bogați apare sub denumirea de ,,Bogat" în harta Țării Românești întocmită de stolnicul Constantin Cantacuzino și tipărită la Veneția în anul 1700, denumire apropiată de cea pe care o are în prezent.
Transcrierea în latină aparține lui Anton Mario Del Chiaro și este tipărită în 1718.
Legat de numele Bogați al comunei, o legendă atestă că localitatea își primește numele de la un trimis domnesc al lui Radu cel Mare. Legenda spune că, în anul 1503, pe dealul din vestul satului (Dealul Sămăilei), s-a găsit cadavrul călugărului Petrea. După obiceiul vremii, satul pe al cărui teren era găsit un cadavru era supus la o dare. Trimisul domnesc, însărcinat cu ducerea la îndeplinire a acestui obicei, găsește să pună sarcina plății pe seama satului vecin de peste deal, sat în formare, iar locuitorii acestui sat, neavând cu ce plăti, au cerut un răgaz de două zile, timp în care au trecut dealul spre est și s-au împrumutat de bani. Trimisul domnesc, în hrisoavele întocmite, stabilește că satul răspunzător de moartea misionarului, este mai mult o așezare țigănească și, pentru a face față plății, locuitorii s-au împrumutat la vecinii din satul de peste deal, unde locuitorii sunt bogați. De atunci, spune legenda, satul cu pricina, actualmente component al orașului Topoloveni, s-a numit Țigănești, iar satul vecin la est, Bogați.

## Caracteristicile fizico-geografice
Regiunea coumunei Bogați se întinde de-a lungul văilor Glâmboc, Glâmbocel și Strâmbului. Din punct de vedere geomorfologic, teritoriul comunei se află în cadrul Piemontului Cândești, unitate morfologică ce aparține Podișului Getic.
Comuna Bogați se caracterizează prin interfluvii cu altitudini ce coboară de la 475 m până la 230 m, prin reducerea adâncimii văilor de la 100 m la 30 m și printr-o manifestare intensă a mișcărilor tectonice noi. În ceea ce privește regionarea geomorfologică a teritoriului comunei Bogați, menționăm două unități distincte: dealurile piemontane și văile torențiale (Glâmboc, Glâmbocel, Glâmbocata, Strâmbului și văile torențiale afluente acestora)

## Solurile, flora și fauna
Pe suprafața spațiilor interfluviale se întâlnesc solri automorfe sau normale formate în condiții de climă și vegetație normală și soluri hidroautomorfe (soluri cu umezire capilar freatică) cu următoarele tipuri: a) soluri silvestre podzolice stabile pe argile slab cimentate. Acestea se găsesc în partea de nord și de est a satului Suseni, în partea de vest a satelor Dumbrava și Glâmbocelu, dar și în celelalte sate pe suprafețe mai restrânse; b) soluri podzolice pseudogleice, soluri argiloase compacte sub pădurea de stejar. Aceste soluri predomină în partea de est și de vest a comunei. 
Solurile sărace, formate din pietrișuri, nisipuri și argile, ajută la dezvoltarea gorunetelor. Suprafețele ocupate în trecut de acestea au fost în mare parte defrișate, locul lor fiind luat de pajiști stepizate secundar și de terenuri agricole ocupate cu pomi fructiferi și viță de vie. Ca și specii ierboase întâlnim iarba vântului (Agrostis tenuis), păișuri stepice (Festuca sulcata, Festuca pseudovina).
Pășunile ocupă podurile de deal și versanții văilor, cu o extindere mai mare pe dealurile Brebenetelui, Scheianca, Platoul Domneasca, Podișoare, Fureasca, Dealul Mare, Sămăilă, etc.

## Demografie
Componența etnică a comunei Bogați
     Români (94,08%)
     Romi (1,36%)
     Alte etnii (0,15%)
     Necunoscută (4,41%)
Componența confesională a comunei Bogați
     Ortodocși (94,9%)
     Alte religii (0,32%)
     Necunoscută (4,78%)
Conform recensământului efectuat în 2021, populația comunei Bogați se ridică la 4.038 de locuitori, în scădere față de recensământul anterior din 2011, când fuseseră înregistrați 4.636 de locuitori. Majoritatea locuitorilor sunt români (94,08%), cu o minoritate de romi (1,36%), iar pentru 4,41% nu se cunoaște apartenența etnică. Din punct de vedere confesional, majoritatea locuitorilor sunt ortodocși (94,9%), iar pentru 4,78% nu se cunoaște apartenența confesională.

## Politică și administrație
Comuna Bogați este administrată de un primar și un consiliu local compus din 13 consilieri. Primarul, Ion Gârleanu[*], de la Partidul Social Democrat, este în funcție din 2004. Începând cu alegerile locale din 2024, consiliul local are următoarea componență pe partide politice:
|  | Partid                             | Consilieri | Componența Consiliului | Componența Consiliului | Componența Consiliului | Componența Consiliului | Componența Consiliului | Componența Consiliului |
|  | ---------------------------------- | ---------- | ---------------------- | ---------------------- | ---------------------- | ---------------------- | ---------------------- | ---------------------- |
|  | Partidul Social Democrat           | 6          |                        |                        |                        |                        |                        |                        |
|  | Partidul Național Liberal          | 4          |                        |                        |                        |                        |                        |                        |
|  | Partidul Mișcarea România Suverană | 2          |                        |                        |                        |                        |                        |                        |
|  | Alianța pentru Unirea Românilor    | 1          |                        |                        |                        |                        |                        |                        |

## Istorie
La sfârșitul secolului al XIX-lea, comuna făcea parte din plasa Dâmbovița a județului Dâmbovița și era formată din satele Suseni, Bogați, Chițești, Glâmbocel(fost Godinaci) și Strâmbu, având în total 3919 locuitori. În comună existau cinci biserici și o școală mixtă cu 104–120 de elevi. La acea vreme, pe teritoriul actual al comunei mai funcționa, în plasa Podgoria a județului Muscel și comuna Glâmbocelu, formată numai din satul de reședință, cu 806 locuitori ce trăiau în 230 de case. Aici existau o moară cu aburi, o biserică ridicată în 1851 și o școală cu 54 de elevi (din care 4 fete), iar principalii proprietari de pământuri erau Nae Bogdan, N.I. Gherasi, C. Manolescu,fratii Dumitru și Ghiță Chițescu și I.G. Chiriac.
Inițial satul Chițești a aparținut de plasa Podgoria a județului Muscel după cum se poate constata din Catagrafia de la 1838.După 1842 satul Chitești a trecut la judetul Dâmbovița fiind foarte apropiat de satul Bogați.
Anuarul Socec din 1925 consemnează comuna Bogați în plasa Bogați a aceluiași județ, având 4600 de locuitori în satele Suseni, Bogați și Chițești; iar comuna Glâmbocelu în plasa Podgoria a județului Muscel, cu 1524 de locuitori în satele Glâmbocelu și Schitu.
În 1950, comunele au fost transferate raionului Topoloveni din Regiunea Pitești, iar din 1961 au trecut la raionul Găești din aceeași regiune. Satul Glâmbocelu a făcut parte din comuna Budișteni, fiind în 1968 absorbit de comuna Bogați, celelalte sate din fosta comună Budișteni trecând la comuna Leordeni. Aceasta a trecut în 1968 la județul Argeș.

## Monumente istorice
Singurul obiectiv din comuna Bogați inclus în lista monumentelor istorice din județul Argeș ca monument de interes local este biserica „Cuvioasa Paraschiva” din cătunul Mărcești al satului Bogați, datând din 1862 și fiind clasată ca monument de arhitectură.